# Хирдман, Май
Анна Мария (Май) Хирдман, урождённая Эрикссон (швед. Anna Maria (Maj) Hirdman; 25 июля 1888, Сёдерберке — 19 октября 1976) — шведская писательница.

## Биография и творчество
Анна Мария Эрикссон родилась в 1888 году в Сёдерберке (Даларна). Её родителями были Ларс Магнус Эрикссон, плотник, и его жена Матильда. Через несколько лет после её рождения отец Анны Марии умер, и его жена осталась одна с четырьмя детьми, которых не могла самостоятельно прокормить. Май отдали в приёмную семью в Стокгольм, однако она, украв деньги, купила билет на поезд и вернулась в Норберг, где в то время жила её семья. С тринадцати лет она была вынуждена работать: вначале горничной, потом домохозяйкой. Читать Май Эрикссон научилась ещё до того, как пошла в школу, и писать также начала в юном возрасте. В Норберге она присоединилась к молодёжному клубу, в котором пропагандировались идеи социализма (будущая Младосоциалистическая партия), и вскоре получила прозвище «Красная Майя». Впоследствии она вышла замуж за Гуннара Густавссона, члена рабочего движения, и у них родилось трое детей.
На протяжении своей писательской карьеры Май Хирдман опубликовала 17 книг. В своих автобиографических романах «Anna Holberg» (1921), «I törn och i blomma» (1944) и «Alla mina gårdar» (1958) она сопоставляет женщин, выросших в сельской местности и обречённых вести серую обыденную жизнь, и современных горожанок, интеллектуально развитых и политически активных. Один из её рассказов, «Barnamörderskan», повествующий о матери, которая убивает собственного ребёнка, вызвал бурную полемику. В 1932 году Май Хирдман стала единственной женщиной, чья проза была опубликована в антологии писателей рабочего класса под заглавием «Ansikten». В 1945 году Хирдман получила премию журнала Vi magazine за свой роман «Uppror i Järnbärarland», темой которого стала забастовка рабочих 1891—1892 года в Норберге.
Май Хирдман умерла в 1970 году и была похоронена на кладбище Бромма в Стокгольме.